# Простая смерть…
«Простая смерть...» — фильм, поставленный Александром Кайдановским по мотивам повести Льва Толстого «Смерть Ивана Ильича». Дипломная работа Александра Кайдановского по окончании ВКСР, мастерская Сергея Соловьёва.

## В ролях
- Валерий Приёмыхов — Иван Ильич (озвучивал Александр Кайдановский)
- Алиса Фрейндлих — Прасковья Фёдоровна, жена Ивана Ильича
- Витаутас Паукште — врач
- Анатолий Худолеев — Яков
- Карина Моритц — Лиза
- Тамара Тимофеева — няня
- Станислав Чуркин — священник
- Михаил Данилов — рассказчик

## Съёмочная группа
- режиссёр-постановщик — Александр Кайдановский
- сценарист — Александр Кайдановский
- оператор-постановщик — Юрий Клименко
- художник-постановщик — Алексей Рудяков
- звукооператор — Элеонора Казанская

## Фестивали
- 1987 — МКФ в Каннах: участие в программе «Особый взгляд»[1].
- 1988 — Фильм был удостоен главной премии «Геркулес» на Международной неделе авторского кино в Малаге (Испания)[2].